# Rissoa gomerica
Rissoa gomerica is een slakkensoort uit de familie van de Rissoidae. De wetenschappelijke naam van de soort is voor het eerst geldig gepubliceerd in 1979 door Nordsieck & Talavera.